# Carl Heissler
Carl Heissler (né le 18 janvier 1823 à Vienne, mort le 13 novembre 1878 à Vienne) est un violoniste et altiste autrichien.

## Biographie
Il fut l'élève de Georg Hellmesberger senior, de Matthias Durst et de Joseph Böhm au Conservatoire de la Société des amis de la musique de Vienne. En 1841 il entra à l'orchestre de l'Opéra de Vienne et à partir de 1843, il fut également membre de l'Orchestre de la Cour.
À partir de 1849 il tint le pupitre de deuxième violon dans le Quatuor Leopold Jansa. Josef Hellmesberger, le fils de son professeur, créa lui aussi un Quatuor et débaucha des musiciens du Quatuor Leopold Jansa, parmi lesquels Carl Heissler. Le nouvel ensemble prit le nom de quatuor Hellmesberger (en).
Il enseigna au Conservatoire de la Société des amis de la musique de Vienne, et parmi ses élèves on comptait Ernst Reiterer, Julius Winkler, Arnold Rosé, Hans Wessely, Ojgen Gryunberg, Hans Richter et Franz Schalk.
Vers 1869, il fut promu Directeur Artistique de la Société des amis de la musique de Vienne (Musikverein). Il fut ainsi le tout premier Chef d'Orchestre professionnel de cette Formation. À ce titre, Carl Heissler a dû diriger le concert solennel inaugural de la salle du Wiener Musikverein dessinée par Theophil Hansen le 6 janvier 1870, jour de l'Epiphanie, qui peut être considéré comme le tout premier "Concert du Nouvel An à Vienne" et devenu depuis lors mondialement connu.
Son successeur à ce poste fut Anton Rubinstein en 1871, puis Johannes Brahms en 1872.